# Felix Katongo
Pour les articles homonymes, voir Katongo.
Felix Katongo est un footballeur international zambien, né le 18 avril 1984 à Mufulira en Zambie. Il est le jeune frère de Chris Katongo.

## Biographie
En janvier 2008, il dispute la Coupe d'Afrique des nations avec la Zambie. Son équipe termine troisième du groupe C derrière les deux finalistes de la CAN 2008 : l'Égypte contre laquelle elle décroche un match nul un partout et le Cameroun qui la bat 5-1. Ses prestations lors de ce tournoi lui ont permis de s'engager le 31 janvier 2008 en Europe, plus précisément en France avec le Stade rennais. Il y signe un contrat de 2 ans et demi avec le club breton.
En Bretagne, le joueur n'évolue quasiment qu'avec la réserve, faisant une seule apparition avec les professionnels, le 24 septembre 2008 en Coupe de la Ligue face au Mans.
Le 8 octobre 2008, le Stade rennais annonce le prêt pour un an sans option d'achat du joueur à la Berrichonne de Châteauroux. Dans le club berrichon, Katongo n'apparaîtra qu'à cinq reprises en Ligue 2, et finira sa saison écarté du groupe professionnel.
Le 9 août 2009, le Stade rennais le libère de sa dernière année de contrat.
Le 12 août 2009, il signe un contrat avec le club sud africain du Mamelodi Sundowns FC.
En août 2010, il signe dans le club libyen d'Al Ittihad Tripoli.

## Statistiques
| Saison      | Club                          | Pays                                | Championnat         | Coupes nationales | Coupes continentales | Sélection Zambie   |
| ----------- | ----------------------------- | ----------------------------------- | ------------------- | ----------------- | -------------------- | ------------------ |
| 2003        | Green Buffaloes Football Club | Konkola Copper Mines Premier League | 5 matchs / 2 buts   | -                 | -                    | -                  |
| 2004        | Green Buffaloes Football Club | Konkola Copper Mines Premier League | 15 matchs / 7 buts  | -                 | -                    | 2 matchs           |
| 2005        | Green Buffaloes Football Club | Konkola Copper Mines Premier League | 18 matchs / 13 buts | -                 | -                    | 5 matchs           |
| 2005 - 2006 | Jomo Cosmos FC                | Premier Soccer League               | 15 matchs / 1 but   | -                 | -                    | -                  |
| 2005 - 2006 | Green Buffaloes Football Club | Konkola Copper Mines Premier League | 22 matchs / 3 buts  | -                 | -                    | 5 matchs           |
| 2007        | Atlético Petróleos Luanda     | Girabola                            | -                   | -                 | -                    | -                  |
| 2007 - 2008 | Stade rennais                 | Ligue 1                             | -                   | -                 | -                    | 6 matchs           |
| 2008-2009   | Stade rennais                 | Ligue 1                             | -                   | 1 match           | -                    | -                  |
| 2008-2009   | La Berrichonne de Châteauroux | Ligue 2                             | 5 matchs            | 3 matchs          | -                    | 11 matchs / 4 buts |
| 2009 - 2010 | Mamelodi Sundowns FC          | Premier Soccer League               | 9 matchs / 1 but    | -                 | -                    | 12 matchs / 1 but  |
| 2010 - 2011 | Al Ittihad Tripoli            | Libyan Premier League               | -                   | -                 | -                    | -                  |

Dernière mise à jour le 8 août 2010